# Tassin-la-Demi-Lune
Tassin-la-Demi-Lune är en kommun i departementet Rhône i regionen Auvergne-Rhône-Alpes i östra Frankrike. Kommunen ligger i kantonen Tassin-la-Demi-Lune som tillhör arrondissementet Lyon. År 2022 hade Tassin-la-Demi-Lune 22 819 invånare.

## Befolkningsutveckling
Antalet invånare i kommunen Tassin-la-Demi-Lune
| Referens: INSEE |